# Millport (Alabama)
Millport es un pueblo ubicado en el condado de Lamar en el estado estadounidense de Alabama. En el censo de 2000, su población era de 1160.

## Demografía
En el 2000 la renta per cápita promedia del hogar era de $ 26.458$, y el ingreso promedio para una familia era de 33.869$. El ingreso per cápita para la localidad era de 12.822$. Los hombres tenían un ingreso per cápita de 30.521$ contra 17.396$ para las mujeres.

## Geografía
Millport está situado en 33°33′37″N 88°04′49″O / 33.56028, -88.08028 (33.560275, -88.080262)
Según la Oficina del Censo de los EE. UU., la ciudad tiene un área total de 5.44 millas cuadradas (14.10 km²).